# 文远楼
文远楼是位于上海市同济大学四平路校区的一座现代主义建筑，建成于1954年，被认为是中国第一座现代主义风格的建筑，也是最早的包豪斯风格建筑。

## 历史
文远楼建于1953年，由任教于同济大学建筑系的建筑师黄毓麟、哈雄文，以及结构设计师俞载道合作完成，是中国最早的现代主义建筑。在该建筑于1954年落成之前，建筑师之一的黄毓麟因患脑瘤而逝世，年仅28岁。
文远楼的名称“文远”是在时任同济大学副校长的大地测量学家夏坚白提议下，取自中国古代著名数学家、天文学家祖冲之的表字，字体则取自鲁迅手笔。大楼最初为同济大学测量系设计，但后因测量系奉教育部之命前往武汉成立武汉测量制图学院，而归建筑系使用。
1993年文远楼获中国建筑学会“优秀建筑创作奖”，1999年获“新中国50年上海经典建筑”铜奖。2004年包括文远楼在内的同济大学历史建筑群成为上海市第四批优秀历史建筑。
2005年起文远楼进行了节能改造，其中使用了包括地源热泵技术、太阳能燃气补能系统、冷吊顶技术在内的十余项节能技术，成为上海首座改造为生态建筑的历史保护建筑。

## 建筑
文远楼建筑面积为5050平方米，为三层钢筋混凝土框架结构建筑。该建筑采用不对称的体量设计，平面按功能需求灵活布置，内廊式布局采用走廓作为组织功能的线素。立面以大面积玻璃窗显示其框架结构，同时反映其内部功能，配以及扁长形窗扇以强调水平线条。设计富有鲜明的现代主义风格。
除此之外，文远楼的设计也同时受到西方古典建筑与中国传统建筑的影响。其平面布局的主次轴线关系是西方学院派建筑的常用手法，同时还暗含了西方古代柱式的原型。而取自“勾片栏杆”的通风孔、形似榫头的方块装饰等都来自中国传统建筑元素。